# George Petty-Fitzmaurice
George John Charles Mercer Nairne Petty-Fitzmaurice, octavo marqués de Lansdowne, DL (27 de noviembre de 1912 - 25 de agosto de 1999), fue un noble y político conservador británico .

## Biografía
Era el hijo de Charles Mercer Nairne, el segundo hijo de Henry Pretty-FitzMaurice. Su padre murió en combate en 1914 durante la Primera Guerra Mundial, y su madre se casó en segundas nupcias con Jahn Jacob Astor
Fue educado en Eton y sirvió en la armada británica en la Segunda Guerra Mundial.

## Carrera Profesional
Lansdowne se convirtió en juez de paz de Perthshire en 1950 y en teniente adjunto de Wiltshire en 1952. En 1957 y 1958 fue Lord-in-Waiting ( líder del gobierno ) y luego fue subsecretario parlamentario de Estado en el Ministerio de Asuntos Exteriores entre 1958 y 1962 y ministro de Estado para Asuntos de la Commonwealth y Coloniales entre 1962 y 1964.  En la práctica, su carrera política terminó con la elección del gobierno laborista de 1964-1970. En 1964 fue nombrado consejero privado.
Se casó cuatro veces. 
El 18 de marzo de 1938 se casó en primera instancia con Barbara Dempsey Chase (1918-1965), hija única de Harold Stuart Chase (1890-1970),  un inversor inmobiliario de Santa Bárbara, California, y Detroit, Michigan, y su esposa, de soltera Gertrude Boyer. La primera dama Lansdowne murió el 18 de febrero de 1965 a causa de las heridas sufridas por un disparo de escopeta en la sala de armas de su casa escocesa, Meikleour House, que la policía consideró un accidente.  Tuvieron cuatro hijos:
- Lady Caroline Margaret Petty-Fitzmaurice (1939–1956); ella, al igual que su madre, murió en un accidente de tiro.
- Charles Maurice Petty-Fitzmaurice (nacido en 1941); más tarde noveno marqués de Lansdowne.
- Lord Robert Harold Mercer Nairne (nacido en 1947); se casó con Jane Elizabeth Gordon (nacida en 1950), prima de Granville Gordon, decimotercer marqués de Huntly, y tuvo descendencia: dos hijos y una hija. Es un escritor que vive en Escocia, en las propiedades Mercer-Nairne, heredadas de su antepasada Emily Jane de Flahaut, octava Lady Nairne . Tiene dos hijos y una hija:
  - Emily Jane Mercer Nairne (nacida en 1974); casada con Dominic Robertson, tiene tres hijas.
  - Samuel George Mercer Nairne (nacido en 1976); se casó con Claire Aussudre y tiene dos hijos (nacidos en 2009 y 2011) y una hija.
  - Joseph Douglas Mercer Nairne (nacido en 1980); se casó con Melissa Wakeley y tiene un hijo y una hija.
- Lady Georgina Elizabeth Petty-Fitzmaurice (1950–2022); se casó con Guy Hamilton en 1974 (se divorció en 1980) y con Robert Eric Miller en 1981 (se divorció en 1990). Vivía en Londres y tenía dos hijos y tres nietos.
  - Josiah Stirling Hamilton (nacido en 1975); se casó con Justine Miller y vive en Santa Bárbara, California; tiene un hijo y una hija.
  - Emma Carissa Hamilton (nacida en 1977); se casó con David Malina y vive en la ciudad de Nueva York; tiene una hija.